# David Walker
David Walker (n. 10 iunie 1941, Sydney, Noul Wales de Sud, Australia – d. 24 mai 2024, Queensland, Australia) a fost un pilot australian de Formula 1 care a evoluat în Campionatul Mondial între anii 1971 și 1972.